# GRN-Klinik Weinheim
Die GRN-Klinik Weinheim ist ein Krankenhaus in Weinheim in Trägerschaft der Gesundheitszentren Rhein-Neckar. Sie ist Akademisches Lehrkrankenhaus der Universität Heidelberg und Nachfolge-Einrichtung des Kreiskrankenhauses Weinheim.

## Einrichtung
Das Krankenhaus verfügt über 220 Planbetten. Zum Haus zählen die Fachabteilungen Anästhesie und Intensivmedizin, Chirurgie, Gynäkologie und Geburtshilfe, Innere Medizin, Orthopädie und Unfallchirurgie sowie Wirbelsäulenchirurgie, ferner die Belegabteilungen Gefäßchirurgie, Hals-Nasen-Ohren-Heilkunde, Mund-Kiefer-Gesichtschirurgie und Proktologie. Aktuell werden 750  Mitarbeiter beschäftigt.